# Ця надія — це ти, частина 2 (Дискавері)
Ця надія — це ти, частина 2 (That Hope Is You, Part 2) — сорок другий епізод американського телевізійного серіалу «Зоряний шлях: Дискавері» та тринадцятий і завершальний в третьому сезоні. Епізод написала Мішель Парадайз, режисування Олатунде Осунсанмі. Перший показ відбувся 7 січня 2021 року. Українською мовою озвучено студією «ДніпроФільм».

## Зміст
Експедиційна група на борту корабля із Су'Калом намагається довести що вони живі істоти — а не дивні варіації в програмі. Спалах гніву Су'Кала спричинив розлом в обшивці корабля і рівень радіації на борту зростає. Їх знаходить Адіра — вона принесла ліки від радіаційної хвороби. Несподівано Сару і Калбер бачать Грея Тала — голограма розпізнає його.
Адмірал віддає наказ стріляти по «Дискавері» — аби не віддати споровий двигун Смарагдовому ланцюгу. Сили Осайри починають обстрілювати емітер захисного поля штаб-кварири Федерації. Не маючи можливості здійснити стрибок без Стамеца, Осайра виривається від штаб-квартири Федерації та відключає підтримку життєдіяльності екіпажу містка — бо члени Зоряного Флоту разом з підмогою Сфери рухаються в її напрямі. До адмірала пробивається Стамец і висвітлює складності їх становища — щодо групи Сару в туманності. Захисне поле штаб-кварири проривається.
В цей момент до місця бою прибуває флот Ні'Вара — його винищувачі блокують вихід «Дискавері» із захисного поля. Осайра готується задіяти запас пестицидів у вентиляційних каналах «Дискавері» — Бернем пропонує поговорити з адміралом Венсом. Венс довіряється Майкл — кораблі Федерації відступають.
Сару намагається переконати Су'Кала що він не голограма людини і пропонує приготувати традиційну келпійську страву. Під час трапези Сару оповідає — Федерація не змогла прилетіти по Су'Кала бо стався Спал. Осайра присипляє Ауреліо — він виступав проти надмірної жорстокості — й надягає Букеру нейрозамок задля здобуття даних про дилітій. Майкл ніби погоджується поговорити з Буком і умудряється увімкнути навколо них силове поле — вони безперешкодно покидають командний місток. З огляду на неможливість обійти команди Смарагдового ланцюга перед екіпажем «Дискавері» є єдиний вихід — жорстке перезавантаження. Бернем через вкрадений значок охоронця передає відкрите послання — Тіллі розшифровує його. Тіллі та екіпаж мають за допомогою даних Сфери закласти термохімічну бомбу між суперпровідниками в одну з гондол, викинувши варп-ядро «Дискавері».
Грей проникає за межу пошкодженої голограми і дізнається — корабель розпадається і захисне поле довго не протримається. Калбер розмірковує над можливим впливом Су'Кала на Спал та вважає — він поліплоїд і його гени змінилися під впливом навколишнього середовища. Його гени мутували щоб могти взаємодіяти з дилітієм. Адіра завважує — дилітій містить субпросторовий компонент — тому є імовірність що Су'Кал має генетичний зв'язок із субпростором.
Овосекун в дитинстві пірнала в море і може затримувати дихання до 10 хвилин — вона має доставити вибухівку, решта членів екіпажу втрачають свідомість в розрідженому середовищі. Бернем пробирається до ядра бази даних корабля — її відхід прикривав Букер. Овосекун відчиняє двері гондоли — у неї на той час закінчився кисень в дихальній масці. В гондолі детонує вибухівка і «Дискавері» виходить з варп-швидкості; Осайра наказує втягнути корабель у «Веридіан». Букер ліквідує Зареха, Бернем вбиває Осайру в бою один-на-один та скидає налаштування комп'ютерних систем від Смарагдового ланцюга. Вона знову вмикає систему підтримки життя і пропускає з корабля всіх винищувачів Смарагдового ланцюга. Ауреліо, побачивши цілковиту перестановку сил, повідомляє, що Бук як емпат міг би використовувати міцелієву мережу. Команда вирішує спробувати; вони скидають варп-ядро; в останні миті Буку вдається налагодити зв'язок із міцелієвою мережею і здійснити стрибок до туманності. «Веридіан» вибухає.
Сару допомагає Су'Калу вимкнути симуляцію та змиритися зі смертю своєї матері, оскільки його реакція на це стала причиною Спалу; зникає і Грей. «Дискавері» прибуває якраз вчасно. Сару вирішує допомогти Су'Калу почати нове життя на Камінарі. Бернем стає капітанкою «Дискавері» — перед адміралом Венсом наполіг Сару. Смарагдовий ланцюг руйнується після смерті Осайри, і планети починають знову приєднуватися до Федерації. «Дискавері» має намір доставити дилітій з туманності на планети, відрізані Спалом.
Боятися — це нормально. Навіть якщо тобі страшно — ти можеш зробити крок уперед.

## Сприйняття та відгуки
Станом на вересень 2021 року на сайті «IMDb» серія отримала 6.4 бала підтримки з можливих 10 при 2823 голосах користувачів.
Оглядач Скотт Колура для «IGN» писав так: «„Зоряний шлях: Дискавері“ завершує свій нерівномірний третій сезон фіналом, який насичений діями, має кілька справжніх душевних моментів, а також знімає статус-кво для наших героїв (знову) до кінця епізоду. І в той же час ця година виглядає роздутою та якось зайвою — відповідаючи на таємниці, які глядачі, ймовірно, вже розгадали, і не прояснюють ключові непрояснені моменти з епізоду минулого тижня».
В огляді для «Den of Geek» Лейсі Богер відзначила: «Дискавері» завершує третій сезон фіналом, в якому порівну частин дії та співпереживання, і хоча поєднання цих двох частинок не працює так добре, як може сподівалися деякі глядачі, кінцевий результат досить солідний. Незважаючи на періодичну надмірну залежність від послідовностей поєдинків, «Ця надія — це ти, частина 2», зрештою, підтверджує головні послання цього сезону — що зв'язок має значення, і те, як ми дбаємо про людей, є важливим, що емпатія — це своєрідна суперсила (як для себе та інших). Насправді, я б хотіла, щоб цей епізод був удвічі більшим".
Оглядач Зак Гендлен для «The A.V. Club» зазначав так: «„Ця надія — це ти, частина 2“ переважно тримається на сильних сторонах серіалу. Тут не так багато сюрпризів; герої перемагають день за днем, справжніх жертв немає, кожен сміливий і правдивий, а лиходіїв або розстрілюють, або скидають з високої висоти. Майкл вдається домогтися її мети, і це, звичайно, єдиний шлях, який має значення. Багато людей гинуть, і це виглядає серйозно. Це найдовший епізод сезону, і його протяжність має сенс з огляду на те, скільки сюжету необхідно було охопити, але добряча частина того часу присвячена космічним битвам, які насправді небагато чого досягають. Існує кілька нерозумних повторів… І, чесно кажучи, цю частину приємно дивитися. Майкл не чудовий персонаж, але вона схильна до кращих результатів, коли в русі, і постійна схильність до адреналіну в екшн-фільмі підходить для Сонекви Мартін-Грін краще, ніж звичайна розмова. Все виглядає дуже круто, а бойовики мають чудову блискавичність. Якщо щось з цього вам підходить емоційно, то кілька ударів тут пройшли вдало. Для мене Су'Кал, який побачив передсмертний подих своєї матері, відреагував нормально».
Скотт Сноуден в огляді для «Space.com» відзначив так: «Коли розгортатиметься епізод, ви побачите, що більша частина цього часу наповнена світлинами облич членів командного містка — їх так багато. Щасливі, сумні, вмираючі, ще живі, горді, злі і навіть задушливі».

## Знімались
| Актор               | Роль                |
| ------------------- | ------------------- |
| Сонеква Мартін-Грін | Майкл Бернем        |
| Даг Джонс           | Сару                |
| Ентоні Репп         | Пол Стамец          |
| Мері Вайзман        | Сільвія Тіллі       |
| Девід Аджала        | Клівленд Букер      |
| Вілсон Круз         | Гаг Калбер          |
| Одед Фер            | адмірал Чарльз Венс |
| Іен Александер      | Грей Тал            |
| Блу дель Барріо     | Адіра               |
| Девід Кроненберг    | Ковіч               |
| Аділ Гуссейн        | Адья Сагіл          |
| Білл Ірвін          | Су'Кал              |
| Джанет Кіддер       | Осайра              |
| Кеннетт Мітчелл     | Ауреліо             |
| Тіг Нотаро          | Джет Рено           |
| Аннабелль Волліс    | Зора (голос)        |
| Джейк Вебер         | Зарех               |
| Емілі Коутс         | Кейла Делмер        |